# Andrena dreisbachorum
Andrena dreisbachorum là một loài Hymenoptera trong họ Andrenidae. Loài này được LaBerge mô tả khoa học năm 1967.